# Mosztafa Taha
Mosztafa Taha, arabul: مُصْطَفَى كَامِل طٰهٰ يُوسُف الْجَمَل (1910. március 23. – ?)  egyiptomi válogatott labdarúgócsatár.

## Pályafutása

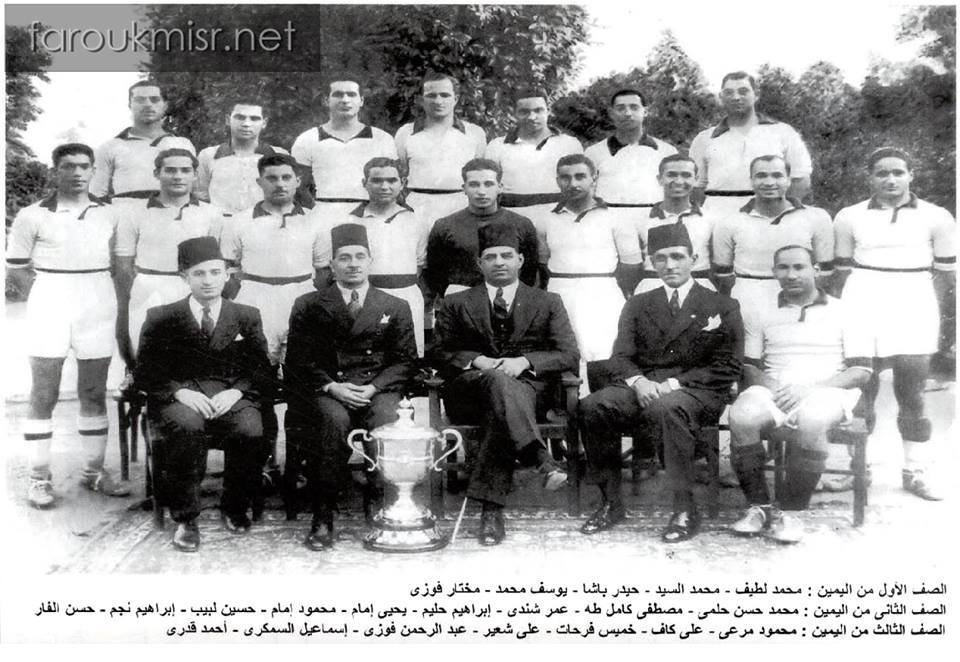
Taha (jobbról a második az első álló sorban) 1939-ben a Ez-Zamálek együttes tagjaként

### A válogatottban
1929-ben mutatkozott be az egyiptomi válogatottban. Tagja volt annak a csapatnak, amely részt vett az 1934-es labdarúgó-világbajnokságon, és a csoportkörben pályára is lépett.
Tagja volt annak az együttesnek is, amely az 1936-os berlini olimpián játszott, és a kezdőcsapatban kapott helyet. 1940-ig játszott hazája színeiben, mivel a második világháború kitörése miatt nem rendeztek hivatalos tornákat.

## Sikerei, díjai
Zamálek
- Egyiptomi kupa (5): 1934–35, 1937–38, 1940–41, 1942–43, 1943–44
- Kairói liga (7): 1928–29, 1929–30, 1933–34, 1939–40, 1940–41, 1943–44, 1944–45
- Király kupa (2): 1934, 1941